# Step and a step
〈Step and a step〉(스텝 앤드 어 스텝, ステップ アンド ア ステップ 스텟푸 안도 아 스텟푸[*])는 일본의 걸 그룹 NiziU의 데뷔 싱글이다. 2020년 12월 2일에 에픽 레코드 재팬에서 발매되었다.

## 발매 배경
전작인 〈Make you happy〉로부터 약 5개월 만의 싱글이다. 전작은 프리 데뷔 디지털 미니 음반이기 때문에 이번 작품은 데뷔 작품이 된다.
이번 곡은 ‘느리더라도 한 걸음 한 걸음’이나 ‘자신의 페이스로 나아간다면 괜찮아’라는 전 세계의 사람들에게 보내는 메시지 송이다.
2020년 10월 2일, 오전 4시에 본 싱글의 개요 및 발매가 발표되었다.
초도 생산 한정반 A, 초도 생산 한정반 B, 통상반, 그리고 팬 클럽 한정의 WithU반 총 9종(각 멤버의 솔로 버전)으로 총 12개 형태로 발매될 예정이다.
초도 생산 한정반 A에는 DVD, 초도 생산 한정반 B에는 28쪽 분량의 포토 부클릿, 통상반과 WithU반에는 3단으로 되어 있는 가사 부클릿이 들어있다. WithU반은 솔로 자켓&픽처 라벨의 특별 사양이다.
또, 모든 타입에는 랜덤으로 포토 카드가 들어 있으며 WithU반을 제외한 세 가지 형태에는 시리얼 넘버가 들어 있는 종이가 들어 있다.

## 프로모션
- 초도 한정반 A · B, 통상반
  - Meet&Greet 온라인[주 1][7]
  - 온라인 토크  - 20,020명 한정[주 1][7]
- WithU반
  - 온라인 개별 사인회[주 2][8][9]
- 로손 캠페인
  - 2020년 11월 10일부터 이번 싱글의 발매를 기념한 캠페인이 로손에서 진행된다[10].

## 수록 내용

### 초도 생산 한정반 · 통상반
| #            | 제목                | 작사                  | 작곡                           | 편곡  | 재생 시간 |
| ------------ | ------------------- | --------------------- | ------------------------------ | ----- | --------- |
| 1.           | 〈Step and a step〉 | 박진영                | 박진영                         | 3:21  |           |
| 2.           | 〈Joyful〉          | KENTZ                 | KENTZ Junya Maesako Yui Mugino | 3:30  |           |
| 3.           | 〈Sweet Bomb!〉     | Safari Natsukawa      | TRIPPY TIM TAN CIARA MUSCAT    | 2:55  |           |
| 4.           | 〈Make you happy〉  | 박진영 Yuka Matsumoto | 박진영 이해솔                  | 3:04  |           |
| 총 재생 시간 | 총 재생 시간        | 총 재생 시간          | 총 재생 시간                   | 12:50 |           |

| #            | 제목                                               | 재생 시간 |
| ------------ | -------------------------------------------------- | --------- |
| 1.           | 〈Step and a step〉 (Performance Video)            | 3:23      |
| 2.           | 〈Step and a step〉 (Jacket Shooting Making Movie) | 12:40     |
| 총 재생 시간 | 총 재생 시간                                       | 16:03     |

### WithU반
| #            | 제목                | 재생 시간 |
| ------------ | ------------------- | --------- |
| 1.           | 〈Step and a step〉 | 3:21      |
| 2.           | 〈Joyful〉          | 3:30      |
| 총 재생 시간 | 총 재생 시간        | 6:51      |

## 판매량 인증
| 국가                       | 인증     | 판매량/출하량 |
| -------------------------- | -------- | ------------- |
| 일본 (RIAJ)                | 플래티넘 | 250,000^      |
| ^출하량을 기반으로 한 인증 |          |               |

### 내용주
1. 1 2  초도 한정반 A · B, 통상반의 구입자를 대상으로 한 이벤트
2. ↑  WithU반 구입자 중에서 추첨으로 당선된 사람이 참가할 수 있다

### 참조주
1. ↑  “NiziU、12月2日に正式デビュー！シングル「Step and a step」をリリース…新ビジュアルも公開” [NiziU, 12월 2일에 정식 데뷔! 싱글 ‘Step and a step’을 발매…신 비주얼도 공개]. 《Kstyle》 (일본어). 2020년 10월 2일. 2020년 10월 2일에 확인함.
2. ↑  “ＮｉｚｉＵ、１２月２日に正式デビュー…シングル「Ｓｔｅｐ　ａｎｄ　ａ　ｓｔｅｐ」を発売　” [NiziU, 12월 2일에 정식 데뷔… 싱글 ‘Step and a step’을 발매]. 《Yahoo! Japanニュース》 (일본어). 2020년 10월 2일. 2020년 10월 2일에 확인함.[깨진 링크(과거 내용 찾기)]
3. 1 2 3  “12月2日、ついにデビューシングル『Step and a step』リリース！！” [12월 2일, 드디어 데뷔 싱글 ‘Step and a step’ 발매!!]. 《NiziU Official Website》 (일본어). 2020년 10월 2일. 2020년 10월 2일에 확인함.
4. ↑  NiziU__official (2020년 10월 2일). “NiziU「Step and a step」2020.12.2 Debut” (트윗). 2020년 10월 2일에 확인함.
5. ↑  “NiziU｜デビューシングル『Step and a step』12月2日発売｜タワレコ特典クリアトレカ” [NiziU｜데뷔 싱글 ‘Step and a step’ 12월 2일 발매｜타워레코드 특전 클리어 포카]. 《タワーレコードオンライン》 (일본어). 2020년 10월 2일. 2020년 10월 2일에 확인함.
6. ↑  “ＮｉｚｉＵ『１２・２』正式デビュー！シングル「Ｓｔｅｐ　ａｎｄ　ａ　ｓｔｅｐ」リリース決定” [NiziU ‘12 · 2’ 정식 데뷔! 싱글 ‘Step and a step’ 발매 결정]. 《中日スポーツ・東京中日スポーツ》 (일본어). 2020년 10월 2일. 2020년 10월 2일에 확인함.
7. 1 2  “NiziU、デビューシングル付属DVDにMV別バージョンやビジュアル撮影の裏側収録” [NiziU, 데뷔 싱글 부속 DVD에 MV 다른 버전이나 비주얼 촬영 비하인드를 수록]. 《音楽ナタリー》 (일본어). Natasha. 2020년 10월 11일. 2020년 10월 12일에 확인함.
8. ↑  “NiziUデビューシングルのソロジャケット3種公開、オンラインサイン会開催決定” [NiziU 데뷔 싱글의 솔로 자켓 3종 공개, 온라인 사인회 개최 결정]. 《音楽ナタリー》 (일본어). Natasha. 2020년 10월 10일. 2020년 10월 12일에 확인함.
9. 1 2  “NiziUデビューシングル『Step and a step』のFANCLUB会員限定＜WithU＞リリースが決定！！さらに、全９形態をまとめてご購入いただいた方にオリジナル特典をプレゼント！” [NiziU 데뷔 싱글 ‘Step and a step’의 팬 클럽 회원 한정 ＜WithU＞ 발매를 결정!! 그리고, 모든 아홉 형태를 정리해서 구입한 사람에게 오리지널 특전을 선물!]. 《NiziU OFFICIAL FANCLUB「WithU」》 (일본어). JYP Entertainment. 2020년 10월 2일. 2020년 10월 12일에 확인함.
10. ↑  “NiziU×ローソンキャンペーンが11月にスタート、オンラインミーグリほか特典多数” [NiziU×로손 캠페인이 11월에 시작, 온라인 Meet&Greet 외 특전 다수]. 《音楽ナタリー》 (일본어). ナターシャ. 2020년 10월 20일. 2020년 10월 20일에 확인함.
11. 1 2  “Debut Single Step and a step 2020.12.2 Release”. 《NiziU Official Site》 (일본어). JYP Entertainment. 2020년 10월 12일에 확인함.
12. ↑  “Japanese single certifications” (일본어). Recording Industry Association of Japan. 목록 상자 메뉴에서 "2020年12月"을 선택하세요

## 참고 문헌
- NiziU (2020년 12월 2일). 《Step and a step》 (일본어). 初回生産限定盤A. Epic Record Japan. ASIN B08KHJ71F2. ESCL-5470/1.
- NiziU (2020년 12월 2일). 《Step and a step》 (일본어). 初回生産限定盤B. Epic Record Japan. ASIN B08KHLHQYC. ESCL-5472/3.
- NiziU (2020년 12월 2일). 《Step and a step》 (일본어) 通常盤. Epic Record Japan. ASIN B08KHJ1GKY. ESCL-5474.
- NiziU (2020년 12월 2일). 《Step and a step》 (일본어). MAKO盤. Epic Record Japan. ESC8-70.
- NiziU (2020년 12월 2일). 《Step and a step》 (일본어) RIO盤. Epic Record Japan. ESC8-71.
- NiziU (2020년 12월 2일). 《Step and a step》 (일본어). MAYA盤. Epic Record Japan. ESC8-72.
- NiziU (2020년 12월 2일). 《Step and a step》 (일본어). RIKU盤. Epic Record Japan. ESC8-73.
- NiziU (2020년 12월 2일). 《Step and a step》 (일본어). AYAKA盤. Epic Record Japan. ESC8-74.
- NiziU (2020년 12월 2일). 《Step and a step》 (일본어). MAYUKA盤. Epic Record Japan. ESC8-75.
- NiziU (2020년 12월 2일). 《Step and a step》 (일본어). RIMA盤. Epic Record Japan. ESC8-76.
- NiziU (2020년 12월 2일). 《Step and a step》 (일본어). MIIHI盤. Epic Record Japan. ESC8-77.
- NiziU (2020년 12월 2일). 《Step and a step》 (일본어). NINA盤. Epic Record Japan. ESC8-78.